# Groupe d'action sous-marine
Le Groupe d'action sous-marine était une unité militaire française appartenant à la Marine nationale, créée en 1948 et dissoute en 1999.

## Commandants
- 1er janvier 1949 : capitaine de vaisseau Robert Blanchard[1]
- 12 juin 1958 à septembre 1959 : contre-amiral Louis Deroo[2]
- 1er octobre 1993 : contre-amiral Maurice Girard[3]

## Bâtiments ayant été affectés au GASM
- Saphir (P64)
- Sirène (P227)
- Andromède (Q201)
- Artémis (Q206)
- Astrée (Q200)
- Créole (Q193)